# أنطون أوسنيك
أنتون "توني" أوسنيك (بالإنجليزية: Anton Usnik)‏ (ولد في 17 سبتمبر 1973) هو مدرب كرة قدم سلوفيني ولاعب سابق يشغل منصب المدرب المساعد لمنتخب إيران تحت إشراف دراغان سكوسيتش. سبق له العمل مع سكوسيتش في إنتر بلوك، والعربي، والنصر، وخونه بي خونه. بين عامي 2011 و2012، شغل منصب المدرب المساعد الأول لمنتخب سلوفينيا تحت قيادة سلافيسا ستويانوفيتش. خلال مسيرته كلاعب، لعب أوسنيك بشكل احترافي في سلوفينيا وألمانيا وآيسلندا.

## المسيرة كلاعب
كان أوسنيك لاعب وسط هجومي، وقد لعب كرة القدم على مستوى الأندية في سلوفينيا لصالح سوبودا ليوبليانا، وليوبليانا، وتساليه، وسلافيا فيفتشي، ودومجاله، وكوروتان بريفاليه، وشمرتنو أوب باكي، وبيلا كراينا، وإنتر بلوك. في ألمانيا، لعب لفريق الرديف في 1. إف سي كايزرسلاوترن، وفي آيسلندا لصالح لايفتور/دالفِك.

## وصلات خارجية
- Anton Usnik على موقع قاعدة بيانات كرة القدم.إي يو (الإنجليزية)